# 富久町
富久町（日语：／ Tomihisachō */?）是東京都新宿區的町名。已實施住居表示，不設丁番。2013年8月1日為止的人口有4,951人。郵遞區號為162-0067。

## 地理
大約在東京都新宿區中央。東北部至東部臨新宿區余丁町、市谷台町、住吉町，南接同區愛住町、四谷四丁目、新宿一丁目，西通新宿五丁目、六丁目。
町域南端附近為靖國通。外苑西通以町域內的富久町西交差點為起點，向南延伸。
町域內以住宅地為主。富久町內一些有泡沫經濟時代遺留下來、年久失修的抵押屋，近年進行再開發，2002年超高層公寓大樓「LAUREL COURT新宿TOWER」（日语：ローレルコート新宿タワー）完工。西部的西富久地區正在進行都市再開發，預計平成27年竣工。

## 歷史
1983年實施住居表示，市谷冨久町（いちがやとみひさちょう）大部分區域與市谷台町、余丁町部分區域合併成立富久町。目前舊町名只保留在巴士站名稱。

### 地名由來
明治時代成立時，以居民的期望「長久富有的町」（久しく富む町）命名。

### 町名變遷
- 江戶時代 - 市谷自証院門前、市谷修業院門前市ヶ谷藥王院門前、武家地、寺地
- 1872年7月 - 上述區域成立牛込區市谷冨久町
- 1983年8月 - 實施住居表示，市谷冨久町大部分區域與市谷台町、余丁町部分區域合併成立富久町。剩餘的市谷冨久町部分在1986年11月編入余丁町。

## 交通

### 鐵路
町域內沒有鐵路車站，可利用東京地下鐵丸之內線新宿御苑前站、都營新宿線曙橋站、都營大江戶線若松河田站。

### 道路
- 東京都道302號新宿兩國線（靖國通）
- 東京都道418號北品川四谷線（外苑西通）

## 設施
- 東洋美術學校
- 成女學園中學校、成女高等學校
- 東京都立總合藝術高等學校 - 小石川工業高等學校舊址。

## 備註
1. ↑  .   [2013-08-10]. （原始内容存档于2014-08-19）.
2. ↑  事業概要-西富久地區第一種市街地開発事業 （页面存档备份，存于）、2013年1月14日閲覧。

## 外部連結
- 西富久地区のまちづくり 西富久地區市街地再開發組合